# Tall Hasan
Tall Hasan – wieś w Syrii, w muhafazie Aleppo. W 2004 roku liczyła 672 mieszkańców.